# Elmar Sommer
Elmar Sommer (* 25. November 1959) ist ein deutscher Behindertensportler, der Standvolleyball und Beachvolleyball spielt.

## Leben
Elmar Sommer ist schwerbehindert und tritt in der Kategorie A an (Gliedmaßenfehlbildung an der linken Hand). Er spielte ab 1975 für die BSG Saarwellingen (auch TV Bildstock, TV Elversberg und TV Nalbach), mit der er neun Mal die deutsche Meisterschaft gewann. Aufgrund seiner Leistungen wurde er 1983 in die Deutsche Behindertenvolleyballnationalmannschaft berufen. Er absolvierte rund 250 Länderspiele und wurde Kapitän der Nationalmannschaft, mit der er im Standvolleyball insgesamt vier Weltmeister-, zwei Weltcup- und fünf Europatitel holte sowie dreimal bei den Paralympics die Goldmedaille gewann.
Zunächst wurde Sommer 1989 und 1990 Weltmeister sowie 1993 und 1995 Europameister. 1992 gewann die deutsche Mannschaft bei den Sommer-Paralympics in Barcelona. Das Gleiche gelang ihr bei den Paralympischen Sommerspielen 1996. In der Besetzung Elmar Sommer, Rudolf Schwietering, Pavo Grgic, Manfred Kohl, Jens Altmann, Stefan Kaiser, Karl-Josef Weißenfels, Oliver Müller, Andreas Johann, Bernard Schmidl und Josef Giebel gewann die deutsche Volleyballmannschaft dort das Endspiel und sicherte sich so die Goldmedaille. Auch bei den folgenden Sommer-Paralympics 2000 in Sydney holte Sommer mit der deutschen Mannschaft die Goldmedaille. Für diese Erfolge wurde er dreimal mit dem Silbernen Lorbeerblatt ausgezeichnet. Später erreichte er unter anderem erste Plätze beim World Cup in Phnom Penh (2007, 2009, 2011) und den World Championships 2008 in Handlová.
Seit dem Jahr 2000 ist Standvolleyball nicht mehr paralympisch und seit 2014 konzentriert sich die deutsche Volleyball-Nationalmannschaft der Behinderten vollständig auf Beachvolleyball. Auch Sommer wechselte die Sportart und gehört derzeit als Kapitän dem deutschen Beachvolleyball Nationalteam der Behinderten an. Nach längerer Verletzungspause gewann er 2015 mit dem deutschen Team ein internationales Turnier in Aqtau.
Sommer engagiert sich auch als Volleyball-Trainer. Er war Jugendkadertrainer des Saarländischen Volleyballverbandes. 2012 ging er zum TV Quierschied, wo er die zweite Herrenmannschaft sowie die männliche U18 und U20 trainiert.
Sommer wohnt in Spiesen und ist Beamter.